# Cruz del Rayo (metropolitana di Madrid)
Cruz del Rayo è una stazione della Metropolitana di Madrid che serve la linea 9.
Si trova sotto la Calle del Príncipe de Vergara, nel distretto di Chamartín.

## Storia

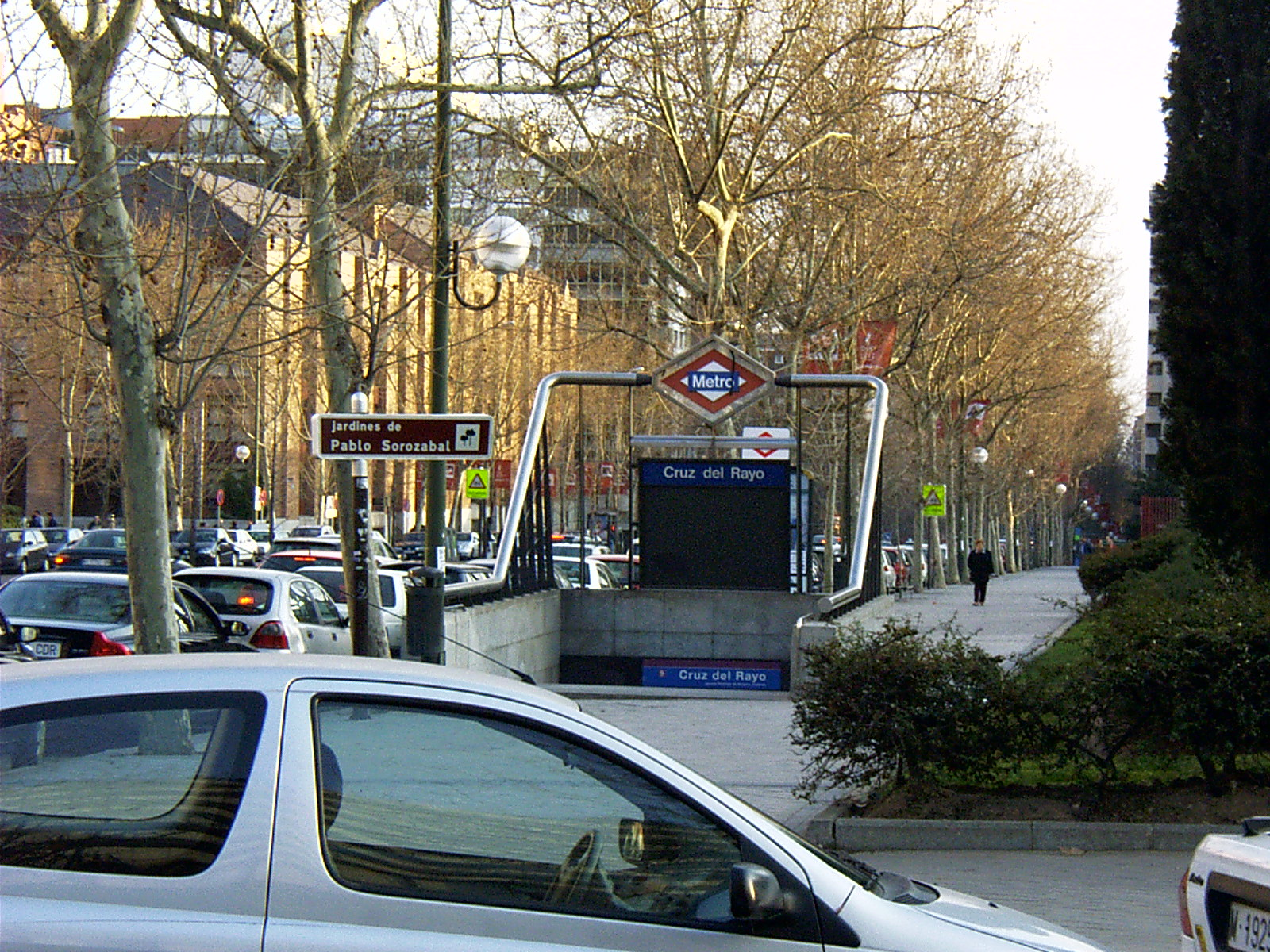
Gli accessi alla stazione sono diversi da tutti quelli delle altre stazioni della metropolitana

È stata inaugurata il 30 dicembre 1983 insieme al prolungamento dell'allora linea 9B (anche conosciuta come 9N) da Plaza de Castilla a Avenida de América, passando a far parte dell'attuale linea 9 il 24 febbraio 1986.
Il 2 marzo 1990 la caduta di cavi elettrici provocò l'incendio di un convoglio della metropolitana e la conseguente intossicazione di 13 persone.

## Accessi
Vestibolo Sánchez Pacheco
- Príncipe Vergara, pares Calle del Príncipe de Vergara, s/n (angolo con Calle Sánchez Pacheco)
- Príncipe Vergara, impares Calle del Príncipe de Vergara, 181

Vestíbulo Príncipe de Vergara Vestibolo momentaneamente chiuso
- Príncipe Vergara, impares Calle del Príncipe de Vergara, 133
- Príncipe Vergara, pares Calle del Príncipe de Vergara, 128